# Pommier de Mandchourie
Malus mandshurica
Espèce
Synonymes
- Malus  baccata mandshurica (Maxim.) C.K.Schneid.[3]
- Malus bacata subsp. mandshurica (Maxim.) C.K. Schneid.[4]
- Malus baccata cerasifera (Spach) Koidz.[3]
- Malus baccata (Maxim.) C. K. Schneid.[5]
- Malus baccata (Spach) Koidz.[5]
- Malus cerasifera Spach[3] [5]
- Malus mandshurica sachalinensis (Juz.) Ponomar[3]
- Malus mandshurica subsp. sachalinensis Ponomarenko[1]
- Malus mandshurica (Juz.) Ponomar.[5]
- Malus sachalinensis Juz.[3] [5]
- Pyrus baccata mandshurica Maxim.[3]
- Pyrus baccata Maxim.[5]

Statut de conservation UICN

 DD  : Données insuffisantes
Malus mandshurica, le Pommier de Mandchourie, est une espèce de plantes à fleurs de la famille des Rosaceae. C'est un pommier originaire d'Asie de l'Est (Chine, Japon et Extrême-Orient russe).

## Liste des sous-espèces et des variétés
Selon NCBI (15 mai 2017) :
- Malus mandshurica var. sachalinensis

Selon Tropicos (15 mai 2017) (Attention liste brute contenant possiblement des synonymes) :
- Malus mandshurica subsp. sachalinensis Ponomarenko
- Malus mandshurica subsp. zhukovskyi Ponomarenko